# Micropanchax keilhacki
Micropanchax keilhacki es una especie de pez de la familia de los pecílidos en el orden de los ciprinodontiformes.

## Morfología
Los machos pueden alcanzar los 2,5 cm de longitud total.

## Distribución geográfica
Se encuentran en África: Togo.